# 송재경 (프로게이머)
송재경은 대한민국의 전직 스타크래프트 II 프로게이머다. 종족은 저그이며, 아이디는 JKS이다.
2012년 FXOpen에 입단하여 프로게이머 활동을 시작했다.
2014년 1월 소속팀인 For Our Utopia의 해체로 은퇴하였다.
2014년 3월 SPOTV GAMES의 게임 연출로 영입되었다.
2016년 SPOTV_GAMES 5월부로 퇴사 이후 ASL 게임연출로 영입되었다.
2018년 아프리카TV 게임연출 및 심판으로 활동중이다.

## 주요 기록
- 2012년 2012 무슈제이 2012 글로벌 스타크래프트 II 리그 시즌 3 Code A 48강[2]